# Șerbăneștii de Sus
Șerbăneștii de Sus – wieś w Rumunii, w okręgu Aluta, w gminie Șerbănești. W 2011 roku liczyła 644 mieszkańców. 